# 沙兰勒孔塔勒
沙兰勒孔塔勒（法語：Chalain-le-Comtal，法語發音：[ʃalɛ̃ lə kɔ̃tal]）是法国卢瓦尔省的一个市镇，位于该省中部，属于蒙布里松区。

## 地理
沙兰勒孔塔勒（45°38'43"N, 4°10'12"E）面积18.36 平方千米，位于法国奥弗涅-罗讷-阿尔卑斯大区卢瓦尔省，该省份为法国中南部省份，北起顺时针与索恩-卢瓦尔省、罗讷省、伊泽尔省、阿尔代什省、上盧瓦爾省、多姆山省和阿列省接壤。
与沙兰勒孔塔勒接壤的市镇（或旧市镇、城区）包括：布瓦塞莱蒙特龙、格雷济约-勒弗罗芒塔勒、马尼厄欧特里沃、马尔克洛、蒙特龙莱班、福雷地区莫尔南、萨维尼厄。

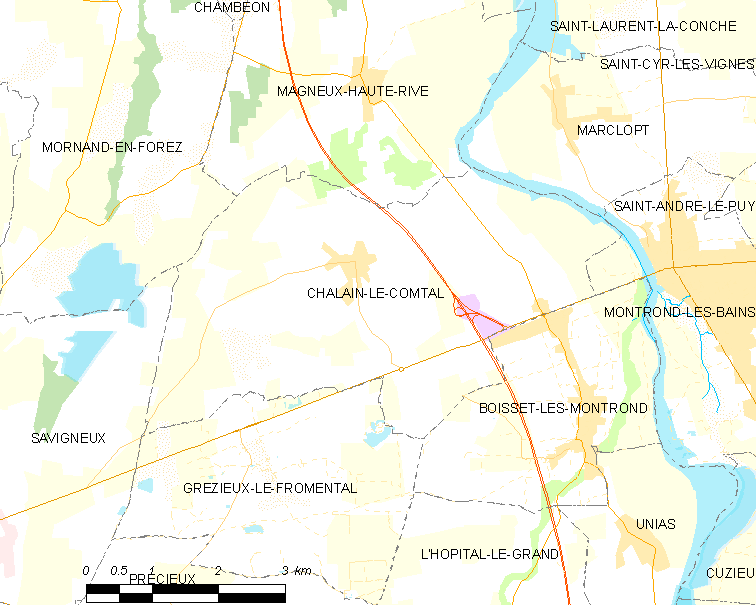
沙兰勒孔塔勒的OSM定位图

沙兰勒孔塔勒的时区为UTC+01:00、UTC+02:00（夏令时）。

## 行政
沙兰勒孔塔勒的邮政编码为42600，INSEE市镇编码为42038。

## 政治
沙兰勒孔塔勒所属的省级选区为蒙布里松县。

## 人口

1962-2008年间沙兰勒孔塔勒人口变化图示

沙兰勒孔塔勒于2022年1月1日时的人口数量为740人。